# Síh muksun
Síh muksun (Coregonus muksun) je druh sladkovodní ryby z čeledi lososovití. V dospělosti dorůstá délky cca 75 cm a váží v průměru 8 kg. Dožívá se v průměru 20 let.

## Výskyt
Síh muksun je rozšířen v oblasti Severního ledového oceánu od řeky Kara na západě, až po řeku Kolyma na východě Sibiře. Většinu roku se zdržuje v brakických, příbřežních vodách oceánu se slaností 6 až 8%. Koncem léta migruje proti proudu všech větších řek Sibiře (Kara, Ob, Jenisej, Lena a Kolyma) za účelem tření. Také jsou popsány i formy žijící v jezerech v okolí města Norilsk nebo v jezerech Glubokoje, Melkoje, Lama a v Tajmyrském jezeře.

## Biologie
Většina druhů migruje. Největší část roku tráví v moři, někdy i ve větší vzdálenosti od pobřeží. Do řek vstupuje v létě a lokality tření dosáhne v říjnu nebo v listopadu. Ve větších řekách plave proti proudu až 2 000 km, přičemž v průměru uplavou 20 km za den. První tření bývá ve věku 6–14 let při velikosti 47–50 cm. Tření probíhá většinou na říčních prazích nebo na mělčině, při teplotě 1–2 °C (když řeky začínají mrznout). Dospělé ryby opouštějí místa tření v zimě. Vajíčka se líhnou za 150–180 dní (většinou v dubnu). Mladé ryby se živí korýši z planktonu.